# Seznam kosmonautů zúčastnivších se kosmických letů
Seznam zahrnuje všechny profesionální i neprofesionální kosmonauty, kteří uskutečnili kosmický let, tedy let nad tzv. Kármánovou hranici (100 kilometrů výšky nad povrchem Země), která je Mezinárodní leteckou federací (FAI) uznána za hranicí kosmického prostoru. Ve zvláštní tabulce jsou uvedeni účastníci suborbitálních kosmických letů. 

## Souhrnné údaje
Orbitálních kosmických letů – včetně právě probíhajících – se dosud zúčastnilo nebo právě účastní 638 osob, z nichž 135 již nežije.     
Od 9. srpna 2025, 15:33:20 UTC (17:33:20 SELČ, okamžik přistání mise SpaceX Crew-10, ve vesmíru pobývá celkem 10 lidí. Jsou jimi Sergej Ryžikov, Alexej Zubrickij, Jonathan Kim, Čchen Tung, Čchen Čung-žuej, Wang Ťie, Zena Cardmanová, Michael Fincke, Kimija Jui a Oleg Platonov.     
Rekord v počtu absolvovaných letů drží dva Američané (Jerry Ross a Franklin Chang-Diaz), kteří se zúčastnili sedmi letů. Celkový počet kosmonautů s dosaženými počty letů uvádí následující tabulka:     
| Počet letů                                       | 1   | 2   | 3   | 4  | 5  | 6 | 7 | celkem |
| ------------------------------------------------ | --- | --- | --- | -- | -- | - | - | ------ |
| Počet osob, které absolvovaly uvedený počet letů | 253 | 165 | 111 | 71 | 28 | 8 | 2 | 638    |

Držitelem rekordu v celkové délce pobytu v kosmu je ruský kosmonaut Oleg Kononěnko – stal se jím 4. února 2024 v 08:30:08 UTC, kdy překonal předchozího rekordmana, dalšího ruského kosmonauta Gennadije Padalku s jeho 878 dny, 11 hodinami a 30 minutami kosmických letů). Protože Kononěnkův trval až do 23. září 2024, stal se tento kosmonaut prvním člověkem v historii, který v součtu překonal hranici 1000 dní strávených na oběžné dráze kolem Země (v okamžiku skončení letu jich bylo 1 111). Přes 800 dní ve vesmíru strávili ještě dva Rusové (Jurij Malenčenko a Sergej Krikaljov) a více než 700 dní si připsali další 4 – jako poslední na jejich seznam v roce 2022 přibyl Anton Škaplerov díky zapojení do Expedice 66 na ISS. Mezi 4 lidmi, jimž bylo na oběžné dráze dopřáno více než 600 dní, je kromě 3 Rusů také první Američanka (Peggy Whitsonová), která je současně držitelkou rekordu v celkové délce pobytu v kosmu mezi ženami (695 dní). Včetně již zmíněných dosud strávilo více než jeden rok ve vesmíru 52 lidí, zatím jako poslední se na jejich seznam zařadili dva američtí astronauti a dva ruští kosmonauti. Mark Vande Hei díky svému (z amerického hlediska rekordně dlouhému) 355dennímu letu trvajícímu od jara 2021 do jara 2022, kdy byl na ISS členem Expedic 65 a 66. A trojice Sergej Prokopjev, Dmitrij Petělin a Francisco Rubio absolvovala od podzimu 2022 do podzimu 2023 roční let během dvou Expedic (68 a 69) v důsledku poruchy těsnosti chladicího okruhu Sojuzu MS-22. Kvůli ní se na Zemi vrátili v náhradní lodi Sojuz MS-23, která by jinak pro Expedici 69 přivezla nové kosmonauty. 
Držitelem rekordu v délce jednotlivého letu je již zemřelý ruský kosmonaut Valerij Poljakov, který při svém druhém a posledním letu strávil ve vesmíru necelých 438 dní. Kromě něj ještě dalších pět ruských nebo sovětských kosmonauti a jeden americký astronaut absolvovali lety delší než 1 rok a další 4 Rusové a 3 Američané lety delší než 300 dní.  Držitelkou rekordu mezi ženami je v této dsciplíně astronautka Christina Kochová, která při svém dosud jediném letu strávila na ISS a cestou k ní a od ní celkem 329 dní. Podrobnější informace k rekordním letům jsou uvedeny v samostatném článku Rekordy kosmonautů.
Účastníci letů pocházeli z celkem 43 zemí. Nejvíce z USA (370 lidí) a SSSR/Ruska (139, z toho 61 pod sovětskou a 68 pod ruskou vlajkou, zbylých 11 pod oběma). Celkem 26 kosmonautů nebo astronautů pocházelo z Číny, 14 z Japonska, 13 z Německa (včetně 1 kosmonauta z bývalé NDR), 11 z Kanady a 10 z Francie. Itálie vyslala do vesmíru 8 lidí, Saúdská Arábie 3, po 2 pak Belgie, Bulharsko, Indie, Izrael, Maďarsko, Nizozemsko, Polsko, Spojené arabské emiráty, Spojené království a Švédsko. Jediného kosmonauta zatím má 24 zemí: Afghánistán, Austrálie, Bělorusko, Brazílie, Československo (resp. Česko), Dánsko, Jihoafrická republika, Jižní Korea, Kazachstán, Kuba, Malajsie, Malta, Mexiko, Mongolsko, Norsko, Rakousko, Rumunsko, Slovensko, Sýrie, Španělsko, Švýcarsko, Turecko, Ukrajina, Vietnam.

## Účastníci orbitálních letů
| Zkratky při řazení podle abecedy: | А B C/Ch D E F G H I J K L M N O P R S T U V W Y Z Č Ď Š Ť Ž |
| Zkratky při řazení podle zemí:    | Afghánistán • Austrálie • Belgie • Bělorusko • Brazílie • Bulharsko • Československo • Čína • Dánsko • Francie • Indie • Itálie • Izrael • Japonsko • JAR • Jižní Korea • Kanada • Kazachstán • Kuba • Maďarsko • Malajsie • Malta • Mexiko • Mongolsko • Německo (včetně NDR) • Nizozemsko • Norsko • Polsko • Rakousko • Rumunsko • Rusko (včetně SSSR+Rusko a jen SSSR) • Saúdská Arábie • Slovensko • Spojené arabské emiráty • Spojené království • Sýrie • Španělsko • Švédsko • Švýcarsko • Turecko • Ukrajina • USA • Vietnam |

Státní příslušnost kosmonautů je uvedena podle stavu v době jejich kosmických letů.
Symbol † označuje kosmonauty, kteří už nežijí.
Zeleně jsou označeny pokračující lety.
| #   | Jméno                           | Země               | První let          | Počet letů | Délka letů                                              |
| --- | ------------------------------- | ------------------ | ------------------ | ---------- | ------------------------------------------------------- |
| 1   | Jurij Gagarin †                 | SSSR               | 12. dubna 1961     | 1          | 1 hodina a 48 minut                                     |
| 2   | German Titov †                  | SSSR               | 6. srpna 1961      | 1          | 1 den, 1 hodina a 18 minut                              |
| 3   | John Glenn †                    | USA                | 20. února 1962     | 2          | 9 dní, 2 hodiny a 39 minut                              |
| 4   | Scott Carpenter †               | USA                | 24. května 1962    | 1          | 4 hodiny a 56 minut                                     |
| 5   | Andrijan Nikolajev †            | SSSR               | 11. srpna 1962     | 2          | 21 dní, 15 hodin a 21 minut                             |
| 6   | Pavel Popovič †                 | SSSR               | 12. srpna 1962     | 2          | 18 dní, 16 hodin a 27 minut                             |
| 7   | Wally Schirra †                 | USA                | 3. října 1962      | 3          | 12 dní, 7 hodin a 13 minut                              |
| 8   | Gordon Cooper †                 | USA                | 15. května 1963    | 2          | 9 dní, 9 hodin a 15 minut                               |
| 9   | Valerij Bykovskij †             | SSSR               | 14. června 1963    | 3          | 20 dní, 17 hodin a 47 minut                             |
| 10  | Valentina Těreškovová           | SSSR               | 16. června 1963    | 1          | 2 dny, 22 hodin a 50 minut                              |
| 11  | Vladimir Komarov †              | SSSR               | 12. října 1964     | 2          | 2 dny, 3 hodiny a 5 minut                               |
| 12  | Konstantin Feoktistov †         | SSSR               | 12. října 1964     | 1          | 1 den a 17 minut                                        |
| 13  | Boris Jegorov †                 | SSSR               | 12. října 1964     | 1          | 1 den a 17 minut                                        |
| 14  | Pavel Běljajev †                | SSSR               | 18. března 1965    | 1          | 1 den, 2 hodiny a 2 minuty                              |
| 15  | Alexej Leonov †                 | SSSR               | 18. března 1965    | 2          | 7 dní a 33 minut                                        |
| 16  | Virgil Grissom †                | USA                | 23. března 1965    | 1          | 4 hodiny a 53 minut                                     |
| 17  | John Young †                    | USA                | 23. března 1965    | 6          | 34 dní, 19 hodin a 42 minut                             |
| 18  | James McDivitt †                | USA                | 3. června 1965     | 2          | 14 dní, 2 hodiny a 57 minut                             |
| 19  | Edward White †                  | USA                | 3. června 1965     | 1          | 4 dny, 1 hodina a 56 minut                              |
| 20  | Charles Conrad †                | USA                | 21. srpna 1965     | 4          | 49 dní, 3 hodiny a 38 minut                             |
| 21  | Frank Borman †                  | USA                | 4. prosince 1965   | 2          | 19 dní, 21 hodin a 36 minut                             |
| 22  | James Lovell †                  | USA                | 4. prosince 1965   | 4          | 29 dní, 19 hodin a 6 minut                              |
| 23  | Thomas Stafford †               | USA                | 15. prosince 1965  | 4          | 21 dní, 3 hodiny a 43 minut                             |
| 24  | Neil Armstrong †                | USA                | 16. března 1966    | 2          | 8 dní, 14 hodin                                         |
| 25  | David Scott                     | USA                | 16. března 1966    | 3          | 22 dní, 18 hodin a 54 minut                             |
| 26  | Eugene Cernan †                 | USA                | 3. června 1966     | 3          | 23 dní, 14 hodin a 16 minut                             |
| 27  | Michael Collins †               | USA                | 18. července 1966  | 2          | 11 dní, 2 hodiny a 6 minut                              |
| 28  | Richard Gordon †                | USA                | 12. září 1966      | 2          | 13 dní, 3 hodiny a 53 minut                             |
| 29  | Buzz Aldrin                     | USA                | 11. listopadu 1966 | 2          | 12 dní, 1 hodina a 54 minut                             |
| 30  | Donn Eisele †                   | USA                | 11. října 1968     | 1          | 10 dní, 20 hodin a 9 minut                              |
| 31  | Walter Cunningham †             | USA                | 11. října 1968     | 1          | 10 dní, 20 hodin a 9 minut                              |
| 32  | Georgij Beregovoj †             | SSSR               | 26. října 1968     | 1          | 3 dny, 22 hodin a 51 minut                              |
| 33  | William Anders †                | USA                | 21. prosince 1968  | 1          | 6 dní, 3 hodiny a 1 minuta                              |
| 34  | Vladimir Šatalov †              | SSSR               | 14. ledna 1969     | 3          | 9 dní, 21 hodin a 58 minut                              |
| 35  | Boris Volynov                   | SSSR               | 15. ledna 1969     | 2          | 52 dní, 7 hodin a 18 minut                              |
| 36  | Alexej Jelisejev                | SSSR               | 15. ledna 1969     | 3          | 8 dní, 22 hodin a 23 minut                              |
| 37  | Jevgenij Chrunov †              | SSSR               | 15. ledna 1969     | 1          | 1 den, 23 hodin a 46 minut                              |
| 38  | Russell Schweickart             | USA                | 3. března 1969     | 1          | 10 dní, 1 hodina a 1 minuta                             |
| 39  | Georgij Šonin †                 | SSSR               | 11. října 1969     | 1          | 4 dny, 22 hodin a 43 minut                              |
| 40  | Valerij Kubasov †               | SSSR               | 11. října 1969     | 3          | 18 dní a 18 hodin                                       |
| 41  | Anatolij Filipčenko †           | SSSR               | 12. října 1969     | 2          | 10 dní, 21 hodin a 4 minuty                             |
| 42  | Vladislav Volkov †              | SSSR               | 12. října 1969     | 2          | 28 dní, 17 hodin a 2 minuty                             |
| 43  | Viktor Gorbatko †               | SSSR               | 12. října 1969     | 3          | 30 dní, 12 hodin a 48 minut                             |
| 44  | Alan Bean †                     | USA                | 14. listopadu 1969 | 2          | 69 dní, 15 hodin a 45 minut                             |
| 45  | John Swigert †                  | USA                | 11. dubna 1970     | 1          | 5 dní, 22 hodin a 55 minut                              |
| 46  | Fred Haise                      | USA                | 11. dubna 1970     | 1          | 5 dní, 22 hodin a 55 minut                              |
| 47  | Vitalij Sevasťjanov †           | SSSR               | 1. června 1970     | 2          | 80 dní, 16 hodin a 19 minut                             |
| 48  | Alan Shepard †                  | USA                | 31. ledna 1971     | 1          | 9 dní a 2 minuty                                        |
| 49  | Stuart Roosa †                  | USA                | 31. ledna 1971     | 1          | 9 dní a 2 minuty                                        |
| 50  | Edgar Mitchell †                | USA                | 31. ledna 1971     | 1          | 9 dní a 2 minuty                                        |
| 51  | Nikolaj Rukavišnikov †          | SSSR               | 22. dubna 1971     | 3          | 9 dní, 21 hodin a 11 minut                              |
| 52  | Georgij Dobrovolskij †          | SSSR               | 6. června 1971     | 1          | 23 dní, 18 hodin a 22 minut                             |
| 53  | Viktor Pacajev †                | SSSR               | 6. června 1971     | 1          | 23 dní, 18 hodin a 22 minut                             |
| 54  | Alfred Worden †                 | USA                | 26. července 1971  | 1          | 12 dní, 7 hodin a 12 minut                              |
| 55  | James Irwin †                   | USA                | 26. července 1971  | 1          | 12 dní, 7 hodin a 12 minut                              |
| 56  | Thomas Mattingly †              | USA                | 16. dubna 1972     | 3          | 21 dní, 4 hodiny a 34 minut                             |
| 57  | Charles Duke                    | USA                | 16. dubna 1972     | 1          | 11 dní, 1 hodina a 51 minut                             |
| 58  | Ronald Evans †                  | USA                | 7. prosince 1972   | 1          | 12 dní, 13 hodin a 52 minut                             |
| 59  | Harrison Schmitt                | USA                | 7. prosince 1972   | 1          | 12 dní, 13 hodin a 52 minut                             |
| 60  | Joseph Kerwin                   | USA                | 25. května 1973    | 1          | 28 dní a 50 minut                                       |
| 61  | Paul Weitz †                    | USA                | 25. května 1973    | 2          | 33 dní, 1 hodina a 14 minut                             |
| 62  | Owen Garriott †                 | USA                | 28. července 1973  | 2          | 69 dní, 18 hodin a 56 minut                             |
| 63  | Jack Lousma                     | USA                | 28. července 1973  | 2          | 67 dní, 11 hodin a 14 minut                             |
| 64  | Vasilij Lazarev †               | SSSR               | 27. září 1973      | 1          | 1 den, 23 hodin a 16 minut                              |
| 65  | Oleg Makarov †                  | SSSR               | 27. září 1973      | 3          | 20 dní, 17 hodin a 23 minut                             |
| 66  | Gerald Carr †                   | USA                | 16. listopadu 1973 | 1          | 84 dní, 1 hodina a 16 minut                             |
| 67  | Edward Gibson                   | USA                | 16. listopadu 1973 | 1          | 84 dní, 1 hodina a 16 minut                             |
| 68  | William Pogue †                 | USA                | 16. listopadu 1973 | 1          | 84 dní, 1 hodina a 16 minut                             |
| 69  | Pjotr Klimuk                    | SSSR               | 18. prosince 1973  | 3          | 78 dní, 18 hodin a 19 minut                             |
| 70  | Valentin Lebeděv                | SSSR               | 18. února 1973     | 2          | 219 dní, 6 hodin a 1 minuta                             |
| 71  | Jurij Arťuchin †                | SSSR               | 3. července 1974   | 1          | 15 dní, 17 hodin a 30 minut                             |
| 72  | Gennadij Sarafanov †            | SSSR               | 26. srpna 1974     | 1          | 2 dny a 12 minut                                        |
| 73  | Lev Ďomin †                     | SSSR               | 26. srpna 1974     | 1          | 2 dní a 12 minut                                        |
| 74  | Alexej Gubarev †                | SSSR               | 10. ledna 1975     | 2          | 37 dní, 11 hodin a 38 minut                             |
| 75  | Georgij Grečko †                | SSSR               | 10. ledna 1975     | 3          | 134 dní, 20 hodin a 33 minut                            |
| 76  | Vance Brand                     | USA                | 15. července 1975  | 4          | 31 dní, 2 hodiny a 3 minuty                             |
| 77  | Donald Slayton †                | USA                | 15. července 1975  | 1          | 9 dní, 1 hodina a 28 minut                              |
| 78  | Vitalij Žolobov                 | SSSR               | 6. července 1976   | 1          | 49 dní, 6 hodin a 24 minut                              |
| 79  | Vladimir Aksjonov †             | SSSR               | 15. září 1976      | 2          | 11 dní, 20 hodin a 11 minut                             |
| 80  | Vjačeslav Zudov †               | SSSR               | 14. října 1976     | 1          | 2 dny a 7 minut                                         |
| 81  | Valerij Rožděstvenskij †        | SSSR               | 14. října 1976     | 1          | 2 dny a 7 minut                                         |
| 82  | Jurij Glazkov †                 | SSSR               | 7. února 1977      | 1          | 17 dní, 17 hodin a 26 minut                             |
| 83  | Vladimir Kovaljonok             | SSSR               | 9. října 1977      | 3          | 216 dní, 9 hodin a 10 minut                             |
| 84  | Valerij Rjumin †                | SSSR, Rusko        | 9. října 1977      | 4          | 371 dní, 17 hodin a 27 minut                            |
| 85  | Jurij Romaněnko                 | SSSR               | 10. prosince 1977  | 3          | 430 dní, 18 hodin a 21 minut                            |
| 86  | Vladimir Džanibekov             | SSSR               | 10. ledna 1978     | 5          | 145 dní, 15 hodin a 59 minut                            |
| 87  | Vladimír Remek                  | Československo     | 2. března 1978     | 1          | 7 dní, 22 hodin a 18 minut                              |
| 88  | Alexandr Ivančenkov             | SSSR               | 15. června 1978    | 2          | 147 dní, 12 hodin a 39 minut                            |
| 89  | Mirosław Hermaszewski †         | Polsko             | 27. června 1978    | 1          | 7 dní, 22 hodin a 3 minuty                              |
| 90  | Sigmund Jähn †                  | NDR                | 26. srpna 1978     | 1          | 7 dní, 20 hodin a 49 minut                              |
| 91  | Vladimir Ljachov †              | SSSR               | 25. února 1979     | 3          | 333 dní, 7 hodin a 49 minut                             |
| 92  | Georgi Ivanov                   | Bulharsko          | 10. dubna 1979     | 1          | 1 den, 23 hodin a 1 minuta                              |
| 93  | Leonid Popov                    | SSSR               | 9. dubna 1980      | 3          | 200 dní, 14 hodin a 46 minut                            |
| 94  | Bertalan Farkas                 | Maďarsko           | 26. května 1980    | 1          | 7 dní, 20 hodin a 46 minut                              |
| 95  | Jurij Malyšev †                 | SSSR               | 5. června 1980     | 2          | 11 dní a 20 hodin                                       |
| 96  | Phạm Tuân                       | Vietnam            | 23. července 1980  | 1          | 7 dní, 20 hodin a 42 minut                              |
| 97  | Arnaldo Tamayo Mendez           | Kuba               | 18. září 1980      | 1          | 7 dní, 20 hodin a 43 minut                              |
| 98  | Leonid Kizim †                  | SSSR               | 27. listopadu 1980 | 3          | 374 dní, 17 hodin a 58 minut                            |
| 99  | Gennadij Strekalov †            | SSSR, Rusko        | 27. listopadu 1980 | 5          | 268 dní, 22 hodin a 26 minut                            |
| 100 | Viktor Savinych                 | SSSR               | 12. března 1981    | 3          | 252 dní, 17 hodin a 37 minut                            |
| 101 | Džugderdemidín Gurragčá         | Mongolsko          | 22. března 1981    | 1          | 7 dní, 20 hodin a 42 minut                              |
| 102 | Robert Crippen                  | USA                | 12. dubna 1981     | 4          | 23 dní, 13 hodin a 49 minut                             |
| 103 | Dumitru Prunariu                | Rumunsko           | 14. května 1981    | 1          | 7 dní, 20 hodin a 42 minut                              |
| 104 | Joseph Engle †                  | USA                | 12. listopadu 1981 | 2          | 9 dní, 8 hodin a 31 minut                               |
| 105 | Richard Truly †                 | USA                | 12. listopadu 1981 | 2          | 8 dní, 7 hodin a 22 minut                               |
| 106 | Charles Fullerton †             | USA                | 2. března 1982     | 2          | 15 dní, 22 hodin a 50 minut                             |
| 107 | Anatolij Berezovoj †            | SSSR               | 13. května 1982    | 1          | 211 dní, 09 hodin a 05 minut                            |
| 108 | Jean-Loup Chrétien              | Francie            | 24. června 1982    | 3          | 43 dní, 11 hodin a 19 minut                             |
| 109 | Henry Hartsfield †              | USA                | 27. června 1982    | 3          | 20 dní, 2 hodiny a 51 minut                             |
| 110 | Alexandr Serebrov †             | SSSR, Rusko        | 19. srpna 1982     | 4          | 372 dní, 22 hodin a 53 minut                            |
| 111 | Světlana Savická                | SSSR               | 19. srpna 1982     | 2          | 19 dní, 17 hodin a 7 minut                              |
| 112 | Robert Overmyer †               | USA                | 11. listopadu 1982 | 2          | 12 dní, 2 hodiny a 23 minut                             |
| 113 | Joseph Allen                    | USA                | 11. listopadu 1982 | 2          | 13 dní, 1 hodina a 59 minut                             |
| 114 | William Lenoir †                | USA                | 11. listopadu 1982 | 1          | 5 dní, 2 hodiny a 14 minut                              |
| 115 | Karol Bobko †                   | USA                | 4. dubna 1983      | 3          | 16 dní, 2 hodiny a 4 minuty                             |
| 116 | Story Musgrave                  | USA                | 4. dubna 1983      | 6          | 53 dní, 9 hodin a 57 minut                              |
| 117 | Donald Peterson †               | USA                | 4. dubna 1983      | 1          | 5 dní a 24 minut                                        |
| 118 | Vladimir Titov                  | SSSR, Rusko        | 20. dubna 1983     | 4          | 387 dní a 46 minut                                      |
| 119 | Frederick Hauck                 | USA                | 18. června 1983    | 3          | 18 dní, 3 hodiny a 9 minut                              |
| 120 | John Fabian                     | USA                | 18. června 1983    | 2          | 13 dní, 4 hodiny a 3 minuty                             |
| 121 | Sally Rideová †                 | USA                | 18. června 1983    | 2          | 14 dní, 7 hodin a 48 minut                              |
| 122 | Norman Thagard                  | USA                | 18. června 1983    | 5          | 140 dní, 13 hodin a 27 minut                            |
| 123 | Alexandr Alexandrov             | SSSR               | 27. června 1983    | 2          | 309 dní, 18 hodin a 3 minut                             |
| 124 | Daniel Brandenstein             | USA                | 30. srpna 1983     | 4          | 32 dní, 21 hodin a 7 minut                              |
| 125 | Guion Bluford                   | USA                | 30. srpna 1983     | 4          | 28 dní, 16 hodin a 35 minut                             |
| 126 | Dale Gardner †                  | USA                | 30. srpna 1983     | 2          | 14 dní a 54 minut                                       |
| 127 | William Thornton †              | USA                | 30. srpna 1983     | 2          | 13 dní, 1 hodina a 18 minut                             |
| 128 | Brewster Shaw                   | USA                | 28. listopadu 1983 | 3          | 22 dní, 5 hodin a 52 minut                              |
| 129 | Robert Parker                   | USA                | 28. listopadu 1983 | 2          | 19 dní, 6 hodin a 52 minut                              |
| 130 | Byron Lichtenberg               | USA                | 28. listopadu 1983 | 2          | 19 dní, 5 hodin a 56 minut                              |
| 131 | Ulf Merbold                     | Německo            | 28. listopadu 1983 | 3          | 49 dní, 21 hodin a 38 minut                             |
| 132 | Robert Gibson                   | USA                | 3. února 1984      | 5          | 36 dní, 4 hodiny a 18 minut                             |
| 133 | Bruce McCandless †              | USA                | 3. února 1984      | 2          | 13 dní a 32 minut                                       |
| 134 | Ronald McNair †                 | USA                | 3. února 1984      | 1          | 7 dní, 23 hodin a 16 minut                              |
| 135 | Robert Stewart                  | USA                | 3. února 1984      | 2          | 12 dní, 1 hodina a 1 minuta                             |
| 136 | Vladimir Solovjov               | SSSR               | 8. února 1984      | 2          | 361 dní, 22 hodin a 50 minut                            |
| 137 | Oleg Aťkov                      | SSSR               | 8. února 1984      | 1          | 236 dní, 22 hodin a 49 minut                            |
| 138 | Rákeš Šarma                     | Indie              | 3. dubna 1984      | 1          | 7 dní, 21 hodin a 41 minut                              |
| 139 | Francis Scobee †                | USA                | 6. dubna 1984      | 1          | 6 dní, 23 hodin a 40 minut                              |
| 140 | Terry Hart                      | USA                | 6. dubna 1984      | 1          | 6 dní, 23 hodin a 40 minut                              |
| 141 | George Nelson                   | USA                | 6. dubna 1984      | 3          | 17 dní, 2 hodiny a 44 minut                             |
| 142 | James van Hoften                | USA                | 6. dubna 1984      | 2          | 14 dní, 1 hodina a 58 minut                             |
| 143 | Igor Volk †                     | SSSR               | 17. července 1984  | 1          | 11 dní, 19 hodin a 15 minut                             |
| 144 | Michael Coats                   | USA                | 30. srpna 1984     | 3          | 19 dní, 7 hodin a 57 minut                              |
| 145 | Steven Hawley                   | USA                | 30. srpna 1984     | 5          | 32 dní, 2 hodiny a 43 minut                             |
| 146 | Richard Mullane                 | USA                | 30. srpna 1984     | 3          | 14 dní, 20 hodin a 20 minut                             |
| 147 | Judith Resniková †              | USA                | 30. srpna 1984     | 1          | 6 dní a 56 minut                                        |
| 148 | Charles Walker                  | USA                | 30. srpna 1984     | 3          | 19 dní, 21 hodin a 56 minut                             |
| 149 | Jon McBride †                   | USA                | 5. října 1984      | 1          | 8 dní, 5 hodin a 24 minut                               |
| 150 | David Leestma                   | USA                | 5. října 1984      | 3          | 22 dní, 4 hodin a 33 minut                              |
| 151 | Kathryn Sullivanová             | USA                | 5. října 1984      | 3          | 22 dní, 4 hodiny a 49 minut                             |
| 152 | Paul Scully-Power               | USA                | 5. října 1984      | 1          | 8 dní, 5 hodin a 24 minut                               |
| 153 | Marc Garneau †                  | Kanada             | 5. října 1984      | 3          | 29 dní a 2 hodiny                                       |
| 154 | David Walker †                  | USA                | 8. listopadu 1984  | 4          | 30 dní, 4 hodiny a 29 minut                             |
| 155 | Anna Fisherová                  | USA                | 8. listopadu 1984  | 1          | 7 dní, 23 hodin a 45 minut                              |
| 156 | Loren Shriver                   | USA                | 24. ledna 1985     | 3          | 16 dní, 2 hodiny a 4 minuty                             |
| 157 | James Buchli                    | USA                | 24. ledna 1985     | 4          | 20 dní, 10 hodin a 25 minut                             |
| 158 | Ellison Onizuka †               | USA                | 24. ledna 1985     | 1          | 3 dní, 1 hodina a 33 minut                              |
| 159 | Gary Payton                     | USA                | 24. ledna 1985     | 1          | 3 dny, 1 hodina a 33 minut                              |
| 160 | Donald Williams †               | USA                | 12. dubna 1985     | 2          | 11 dní, 23 hodin a 34 minut                             |
| 161 | Stanley Griggs †                | USA                | 12. dubna 1985     | 1          | 6 dní, 23 hodin a 55 minut                              |
| 162 | Jeffrey Hoffman                 | USA                | 12. dubna 1985     | 5          | 50 dní, 11 hodin a 54 minut                             |
| 163 | Margaret Seddonová              | USA                | 12. dubna 1985     | 3          | 30 dní, 2 hodiny a 22 minut                             |
| 164 | Edwin Garn                      | USA                | 12. dubna 1985     | 1          | 6 dní, 23 hodin a 55 minut                              |
| 165 | Frederick Gregory               | USA                | 29. dubna 1985     | 3          | 18 dní, 23 hodin a 5 minut                              |
| 166 | Don Lind †                      | USA                | 29. dubna 1985     | 1          | 7 dní a 9 minut                                         |
| 167 | Lodewijk van den Berg †         | USA                | 29. dubna 1985     | 1          | 7 dní a 9 minut                                         |
| 168 | Taylor Wang                     | USA                | 29. dubna 1985     | 1          | 7 dní a 9 minut                                         |
| 169 | John Creighton                  | USA                | 17. června 1985    | 3          | 16 dní, 20 hodin a 25 minut                             |
| 170 | Shannon Lucidová                | USA                | 17. června 1985    | 5          | 223 dní, 2 hodiny a 52 minut                            |
| 171 | Steven Nagel †                  | USA                | 17. června 1985    | 4          | 30 dní, 1 hodina a 37 minut                             |
| 172 | Patrick Baudry                  | Francie            | 17. června 1985    | 1          | 7 dní, 1 hodin a 39 minut                               |
| 173 | Sultán bin Salmán Ál Saúd       | Saúdská Arábie     | 17. června 1985    | 1          | 7 dní, 1 hodina a 39 minut                              |
| 174 | Roy Bridges                     | USA                | 29. července 1985  | 1          | 7 dní, 22 hodin a 45 minut                              |
| 175 | Anthony England                 | USA                | 29. července 1985  | 1          | 7 dní, 22 hodin a 45 minut                              |
| 176 | Karl Henize †                   | USA                | 29. července 1985  | 1          | 7 dní, 22 hodin a 45 minut                              |
| 177 | Loren Acton                     | USA                | 29. července 1985  | 1          | 7 dní, 22 hodin a 45 minut                              |
| 178 | John-David Bartoe               | USA                | 29. července 1985  | 1          | 7 dní, 22 hodin a 45 minut                              |
| 179 | Richard Covey                   | USA                | 27. srpna 1985     | 4          | 26 dní, 21 hodin a 11 minut                             |
| 180 | John Lounge †                   | USA                | 27. srpna 1985     | 3          | 20 dní, 2 hodiny a 23 minut                             |
| 181 | William Fisher                  | USA                | 27. srpna 1985     | 1          | 7 dní, 2 hodiny a 18 minut                              |
| 182 | Vladimir Vasjutin †             | SSSR               | 17. září 1985      | 1          | 64 dní, 21 hodin a 52 minut                             |
| 183 | Alexandr Volkov                 | SSSR, Rusko        | 17. září 1985      | 3          | 391 dní, 11 hodin a 52 minut                            |
| 184 | Ronald Grabe                    | USA                | 3. října 1985      | 4          | 26 dní, 3 hodiny a 41 minut                             |
| 185 | David Hilmers                   | USA                | 3. října 1985      | 4          | 20 dní, 14 hodin a 18 minut                             |
| 186 | William Pailes                  | USA                | 3. října 1985      | 1          | 4 dny, 1 hodina a 45 minut                              |
| 187 | Bonnie Dunbarová                | USA                | 30. října 1985     | 5          | 50 dní, 8 hodin a 25 minut                              |
| 188 | Reinhard Furrer †               | Německo            | 30. října 1985     | 1          | 7 dní a 45 minut                                        |
| 189 | Ernst Messerschmid              | Německo            | 30. října 1985     | 1          | 7 dní a 45 minut                                        |
| 190 | Wubbo Ockels †                  | Nizozemsko         | 30. října 1985     | 1          | 7 dní a 45 minut                                        |
| 191 | Bryan O'Connor                  | USA                | 27. listopadu 1985 | 2          | 15 dní, 23 hodin a 19 minut                             |
| 192 | Sherwood Spring                 | USA                | 27. listopadu 1985 | 1          | 6 dní, 21 hodin a 5 minut                               |
| 193 | Mary Cleaveová †                | USA                | 27. listopadu 1985 | 2          | 10 dní, 22 hodin a 1 minuta                             |
| 194 | Jerry Ross                      | USA                | 27. listopadu 1985 | 7          | 58 dní a 52 minut                                       |
| 195 | Rodolfo Neri Vela               | Mexiko             | 27. listopadu 1985 | 1          | 6 dní, 21 hodin a 5 minut                               |
| 196 | Charles Bolden                  | USA                | 12. ledna 1986     | 4          | 28 dní, 8 hodin a 38 minut                              |
| 197 | Franklin Chang-Diaz             | USA                | 12. ledna 1986     | 7          | 66 dní, 18 hodin a 16 minut                             |
| 198 | Robert Cenker                   | USA                | 12. ledna 1986     | 1          | 6 dní, 2 hodiny a 4 minuty                              |
| 199 | Clarence Nelson                 | USA                | 12. ledna 1986     | 1          | 6 dní, 2 hodiny a 4 minuty                              |
| 200 | Alexandr Lavejkin               | SSSR               | 5. února 1987      | 1          | 174 dní, 3 hodiny a 26 minut                            |
| 201 | Alexandr Viktorenko †           | SSSR, Rusko        | 22. července 1987  | 4          | 489 dní, 1 hodina a 33 minut                            |
| 202 | Muhammed Fáris †                | Sýrie              | 22. července 1987  | 1          | 7 dní, 23 hodin a 5 minut                               |
| 203 | Musa Manarov                    | SSSR               | 21. prosince 1987  | 2          | 541 dní a 28 minut                                      |
| 204 | Anatolij Levčenko †             | SSSR               | 21. prosince 1987  | 1          | 7 dní, 21 hodin a 58 minut                              |
| 205 | Anatolij Solovjov               | SSSR, Rusko        | 7. června 1988     | 5          | 651 dní a 4 minuty                                      |
| 206 | Alexandr Alexandrov             | Bulharsko          | 7. června 1988     | 1          | 9 dní, 20 hodin a 9 minut                               |
| 207 | Valerij Poljakov †              | SSSR, Rusko        | 29. srpna 1988     | 2          | 678 dní, 16 hodin a 33 minut                            |
| 208 | Abdul Mómand                    | Afghánistán        | 29. srpna 1988     | 1          | 8 dní, 20 hodin a 27 minut                              |
| 209 | Sergej Krikaljov                | SSSR, Rusko        | 26. listopadu 1988 | 6          | 803 dní, 9 hodin a 38 minut                             |
| 210 | Guy Gardner                     | USA                | 2. prosince 1988   | 2          | 13 dní, 8 hodin a 11 minut                              |
| 211 | William Shepherd                | USA                | 2. prosince 1988   | 4          | 159 dní, 7 hodin a 51 minut                             |
| 212 | John Blaha                      | USA                | 13. března 1989    | 5          | 161 dní, 2 hodiny a 48 minut                            |
| 213 | Robert Springer                 | USA                | 13. března 1989    | 2          | 9 dní, 21 hodin a 33 minut                              |
| 214 | James Bagian                    | USA                | 13. března 1989    | 2          | 14 dní, 1 hodina a 53 minut                             |
| 215 | Mark Lee                        | USA                | 4. května 1989     | 4          | 32 dní, 21 hodin a 53 minut                             |
| 216 | Richard Richards                | USA                | 8. března 1989     | 4          | 33 dní, 21 hodin a 30 minut                             |
| 217 | Mark Brown                      | USA                | 8. srpna 1989      | 2          | 10 dní, 9 hodin a 28 minut                              |
| 218 | James Adamson                   | USA                | 8. srpna 1989      | 2          | 13 dní, 22 hodin a 21 minut                             |
| 219 | Michael McCulley                | USA                | 18. října 1989     | 1          | 4 dny, 23 hodin a 39 minut                              |
| 220 | Ellen Bakerová                  | USA                | 18. října 1989     | 3          | 28 dní, 14 hodin a 31 minut                             |
| 221 | Manley Carter †                 | USA                | 23. listopadu 1989 | 1          | 5 dní a 7 minut                                         |
| 222 | Kathryn Thorntonová             | USA                | 23. listopadu 1989 | 4          | 40 dní, 15 hodin a 16 minut                             |
| 223 | James Wetherbee                 | USA                | 9. ledna 1990      | 6          | 66 dní, 10 hodin a 23 minut                             |
| 224 | Marsha Ivinsová                 | USA                | 9. ledna 1990      | 5          | 55 dní, 21 hodin a 48 minut                             |
| 225 | George Low †                    | USA                | 9. ledna 1990      | 3          | 29 dní, 18 hodin a 7 minut                              |
| 226 | Alexandr Balandin               | SSSR               | 11. února 1990     | 1          | 179 dní, 1 hodina a 18 minut                            |
| 227 | John Casper                     | USA                | 28. února 1990     | 4          | 34 dní, 9 hodin a 53 minut                              |
| 228 | Pierre Thuot                    | USA                | 28. února 1990     | 3          | 27 dní, 6 hodin a 53 minut                              |
| 229 | Gennadij Manakov †              | SSSR, Rusko        | 1. srpna 1990      | 2          | 309 dní, 21 hodin a 20 minut                            |
| 230 | Robert Cabana                   | USA                | 6. října 1990      | 4          | 37 dní, 22 hodin a 42 minut                             |
| 231 | Bruce Melnick                   | USA                | 6. října 1990      | 2          | 12 dní, 23 hodin a 28 minut                             |
| 232 | Thomas Akers                    | USA                | 6. října 1990      | 4          | 33 dní, 22 hodin a 46 minut                             |
| 233 | Frank Culbertson                | USA                | 15. listopadu 1990 | 3          | 143 dní, 14 hodin a 50 minut                            |
| 234 | Charles Gemar                   | USA                | 15. listopadu 1990 | 3          | 24 dní, 5 hodin a 39 minut                              |
| 235 | Carl Meade                      | USA                | 15. listopadu 1990 | 3          | 29 dní, 16 hodin a 14 minut                             |
| 236 | Samuel Durrance †               | USA                | 2. prosince 1990   | 2          | 25 dní, 14 hodin a 14 minut                             |
| 237 | Ronald Parise †                 | USA                | 2. prosince 1990   | 2          | 25 dní, 14 hodin a 14 minut                             |
| 238 | Viktor Afanasjev                | SSSR, Rusko        | 2. prosince 1990   | 4          | 555 dní, 18 hodin a 35 minut                            |
| 239 | Tojohiro Akijama                | Japonsko           | 2. prosince 1990   | 1          | 7 dní, 21 hodin a 54 minut                              |
| 240 | Kenneth Cameron                 | USA                | 5. dubna 1991      | 3          | 23 dní, 10 hodin a 13 minut                             |
| 241 | Linda Godwinová                 | USA                | 5. dubna 1991      | 4          | 38 dní, 6 hodin a 15 minut                              |
| 242 | Jerome Apt                      | USA                | 5. dubna 1991      | 4          | 35 dní, 7 hodin a 12 minut                              |
| 243 | Lloyd Hammond                   | USA                | 28. dubna 1991     | 2          | 19 dní, 6 hodin a 12 minut                              |
| 244 | Donald McMonagle                | USA                | 28. dubna 1991     | 3          | 25 dní, 5 hodin a 35 minut                              |
| 245 | Gregory Harbaugh                | USA                | 28. dubna 1991     | 4          | 34 dní a 2 hodiny                                       |
| 246 | Charles Veach †                 | USA                | 28. dubna 1991     | 2          | 18 dní, 4 hodiny a 18 minut                             |
| 247 | Richard Hieb                    | USA                | 28. dubna 1991     | 3          | 31 dní, 22 hodin a 35 minut                             |
| 248 | Anatolij Arcebarskij            | SSSR               | 18. května 1991    | 1          | 144 dní, 15 hodin a 22 minut                            |
| 249 | Helen Sharmanová                | Spojené království | 18. května 1991    | 1          | 7 dní, 21 hodin a 15 minut                              |
| 250 | Sidney Gutierrez                | USA                | 5. června 1991     | 2          | 20 dní, 8 hodin a 4 minuty                              |
| 251 | Tamara Jerniganová              | USA                | 5. června 1991     | 5          | 63 dní, 1 hodina a 25 minut                             |
| 252 | Millie Hughes-Fulfordová †      | USA                | 5. června 1991     | 1          | 9 dní, 2 hodiny a 14 minut                              |
| 253 | Francis Gaffney                 | USA                | 5. června 1991     | 1          | 9 dní, 2 hodiny a 14 minut                              |
| 254 | Michael Baker                   | USA                | 2. srpna 1991      | 4          | 40 dní, 4 hodiny a 58 minut                             |
| 255 | Kenneth Reightler               | USA                | 12. září 1991      | 2          | 13 dní, 15 hodin a 37 minut                             |
| 256 | Toktar Aubakirov                | SSSR               | 2. října 1991      | 1          | 7 dní, 22 hodin a 13 minut                              |
| 257 | Franz Viehböck                  | Rakousko           | 2. října 1991      | 1          | 7 dní, 22 hodin a 13 minut                              |
| 258 | Terence Henricks                | USA                | 24. listopadu 1991 | 4          | 42 dní, 18 hodin a 37 minut                             |
| 259 | James Voss                      | USA                | 24. listopadu 1991 | 5          | 202 dní, 5 hodin a 27 minut                             |
| 260 | Mario Runco                     | USA                | 24. listopadu 1991 | 3          | 22 dní, 23 hodin a 7 minut                              |
| 261 | Thomas Hennen                   | USA                | 24. listopadu 1991 | 1          | 6 dní, 22 hodin a 49 minut                              |
| 262 | Stephen Oswald                  | USA                | 22. ledna 1992     | 3          | 33 dní, 22 hodin a 33 minut                             |
| 263 | William Readdy                  | USA                | 22. ledna 1992     | 3          | 28 dní a 45 minut                                       |
| 264 | Roberta Bondarová               | Kanada             | 22. ledna 1992     | 1          | 8 dní, 1 hodina a 15 minut                              |
| 265 | Alexandr Kaleri                 | Rusko              | 17. března 1992    | 5          | 769 dní, 6 hodin a 35 minut                             |
| 266 | Klaus-Dietrich Flade            | Německo            | 17. března 1992    | 1          | 7 dní, 21 hodin a 57 minut                              |
| 267 | Brian Duffy                     | USA                | 24. března 1992    | 4          | 40 dní, 17 hodin a 38 minut                             |
| 268 | Michael Foale                   | USA                | 24. března 1992    | 6          | 373 dní, 18 hodin a 18 minut                            |
| 269 | Dirk Frimout                    | Belgie             | 24. března 1992    | 1          | 8 dní, 22 hodin a 9 minut                               |
| 270 | Kevin Chilton                   | USA                | 7. května 1992     | 3          | 29 dní, 8 hodin a 24 minut                              |
| 271 | Kenneth Bowersox                | USA                | 25. června 1992    | 5          | 211 dní, 14 hodin a 13 minut                            |
| 272 | Lawrence DeLucas                | USA                | 25. června 1992    | 1          | 13 dní, 19 hodin a 30 minut                             |
| 273 | Eugene Trinh                    | USA                | 25. června 1992    | 1          | 13 dní, 19 hodin a 30 minut                             |
| 274 | Sergej Avdějev                  | Rusko              | 27. července 1992  | 3          | 747 dní, 14 hodin a 17 minut                            |
| 275 | Michel Tognini                  | Francie            | 27. července 1992  | 2          | 18 dní, 17 hodin a 46 minut                             |
| 276 | Andrew Allen                    | USA                | 31. července 1992  | 3          | 37 dní, 16 hodin a 12 minut                             |
| 277 | Claude Nicollier                | Švýcarsko          | 31. července 1992  | 4          | 42 dní, 12 hodin a 5 minut                              |
| 278 | Franco Malerba                  | Itálie             | 31. července 1992  | 1          | 7 dní, 23 hodin a 15 minut                              |
| 279 | Curtis Brown                    | USA                | 12. září 1992      | 6          | 57 dní, 15 hodin a 5 minut                              |
| 280 | Nancy Davisová                  | USA                | 12. září 1992      | 3          | 28 dní, 2 hodiny a 6 minut                              |
| 281 | Mae Jemisonová                  | USA                | 12. září 1992      | 1          | 7 dní, 22 hodin a 30 minut                              |
| 282 | Mamoru Móri                     | Japonsko           | 12. září 1992      | 2          | 19 dní, 4 hodiny a 8 minut                              |
| 283 | Steven MacLean                  | Kanada             | 22. října 1992     | 2          | 21 dní, 16 hodin a 3 minuty                             |
| 284 | Michael Clifford †              | USA                | 2. prosince 1992   | 3          | 27 dní, 18 hodin a 25 minut                             |
| 285 | Susan Helmsová                  | USA                | 13. ledna 1993     | 5          | 210 dní, 23 hodin a 7 minut                             |
| 286 | Alexandr Poleščuk               | Rusko              | 24. ledna 1993     | 1          | 179 dní a 44 minut                                      |
| 287 | Kenneth Cockrell                | USA                | 8. dubna 1993      | 5          | 64 dní, 12 hodin a 26 minut                             |
| 288 | Ellen Ochoaová                  | USA                | 8. dubna 1993      | 4          | 40 dní, 19 hodin a 39 minut                             |
| 289 | Charles Precourt                | USA                | 26. dubna 1993     | 4          | 38 dní, 20 hodin a 16 minut                             |
| 290 | Bernard Harris                  | USA                | 26. dubna 1993     | 2          | 18 dní, 6 hodin a 8 minut                               |
| 291 | Ulrich Walter                   | Německo            | 26. dubna 1993     | 1          | 9 dní, 23 hodin a 40 minut                              |
| 292 | Hans Schlegel                   | Německo            | 26. dubna 1993     | 2          | 22 dní, 18 hodin a 2 minuty                             |
| 293 | Nancy Currieová                 | USA                | 21. června 1993    | 4          | 41 dní, 15 hodin a 33 minut                             |
| 294 | Peter Wisoff                    | USA                | 21. června 1993    | 4          | 44 dní, 8 hodin a 9 minut                               |
| 295 | Janice Vossová †                | USA                | 21. června 1993    | 5          | 49 dní, 3 hodiny a 49 minut                             |
| 296 | Vasilij Ciblijev                | Rusko              | 1. července 1993   | 2          | 381 dní, 15 hodin a 53 minut                            |
| 297 | Jean-Pierre Haigneré            | Francie            | 1. července 1993   | 2          | 209 dní, 12 hodin a 26 minut                            |
| 298 | James Newman                    | USA                | 12. září 1993      | 4          | 43 dní, 10 hodin a 8 minut                              |
| 299 | Daniel Bursch                   | USA                | 12. září 1993      | 4          | 226 dní, 22 hodin a 14 minut                            |
| 300 | Carl Walz                       | USA                | 12. září 1993      | 4          | 230 dní, 13 hodin a 3 minuty                            |
| 301 | Richard Searfoss †              | USA                | 18. října 1993     | 3          | 39 dní, 3 hodin a 19 minut                              |
| 302 | William McArthur                | USA                | 18. října 1993     | 4          | 224 dní, 22 hodin a 19 minut                            |
| 303 | David Wolf                      | USA                | 18. října 1993     | 4          | 168 dní, 8 hodin a 57 minut                             |
| 304 | Martin Fettman                  | USA                | 18. října 1993     | 1          | 14 dní a 13 minut                                       |
| 305 | Jurij Usačov                    | Rusko              | 8. ledna 1994      | 4          | 552 dní, 22 hodin a 25 minut                            |
| 306 | Ronald Sega                     | USA                | 3. února 1994      | 2          | 17 dní, 12 hodin a 25 minut                             |
| 307 | Thomas Jones                    | USA                | 9. dubna 1994      | 4          | 53 dní a 49 minut                                       |
| 308 | Jurij Malenčenko                | Rusko              | 1. července 1994   | 6          | 827 dní, 09 hodin a 20 minut                            |
| 309 | Talgat Musabajev †              | Rusko              | 1. července 1994   | 3          | 341 dní, 9 hodin a 47 minut                             |
| 310 | James Halsell                   | USA                | 8. července 1994   | 5          | 52 dní, 10 hodin a 33 minut                             |
| 311 | Leroy Chiao                     | USA                | 8. července 1994   | 4          | 229 dní, 8 hodin a 40 minut                             |
| 312 | Donald Thomas                   | USA                | 8. července 1994   | 4          | 43 dní, 8 hodin a 13 minut                              |
| 313 | Čiaki Mukaiová                  | Japonsko           | 8. července 1994   | 2          | 23 dní, 15 hodin a 39 minut                             |
| 314 | Jerry Linenger                  | USA                | 9. září 1994       | 2          | 143 dní, 2 hodiny a 50 minut                            |
| 315 | Terrence Wilcutt                | USA                | 30. září 1994      | 4          | 42 dní a 3 minuty                                       |
| 316 | Steven Smith                    | USA                | 30. září 1994      | 4          | 40 dní a 17 minut                                       |
| 317 | Jelena Kondakovová              | Rusko              | 3. října 1994      | 2          | 178 dní, 10 hodin a 41 minut                            |
| 318 | Scott Parazynski                | USA                | 3. listopadu 1994  | 5          | 57 dní, 15 hodin a 32 minut                             |
| 319 | Joseph Tanner                   | USA                | 3. listopadu 1994  | 4          | 43 dní, 13 hodin a 15 minut                             |
| 320 | Jean-François Clervoy           | Francie            | 3. listopadu 1994  | 3          | 28 dní, 3 hodiny a 5 minut                              |
| 321 | Eileen Collinsová               | USA                | 3. února 1995      | 4          | 36 dní, 8 hodin a 10 minut                              |
| 322 | William Gregory                 | USA                | 2. března 1995     | 1          | 16 dní, 15 hodin a 9 minut                              |
| 323 | Wendy Lawrenceová               | USA                | 2. března 1995     | 4          | 51 dní, 3 hodiny a 56 minut                             |
| 324 | John Grunsfeld                  | USA                | 2. března 1995     | 5          | 58 dní, 15 hodin a 2 minuty                             |
| 325 | Vladimir Děžurov                | Rusko              | 14. března 1995    | 2          | 244 dní, 5 hodin a 28 minut                             |
| 326 | Nikolaj Budarin                 | Rusko              | 27. června 1995    | 3          | 444 dní, 1 hodina a 25 minut                            |
| 327 | Kevin Kregel                    | USA                | 13. července 1995  | 4          | 52 dní, 18 hodin a 20 minut                             |
| 328 | Mary Weberová                   | USA                | 13. července 1995  | 2          | 18 dní, 18 hodin a 29 minut                             |
| 329 | Jurij Gidzenko                  | Rusko              | 3. září 1995       | 3          | 329 dní, 22 hodin a 45 minut                            |
| 330 | Thomas Reiter                   | Německo            | 3. září 1995       | 2          | 350 dní, 5 hodin a 36 minut                             |
| 331 | Michael Gernhardt               | USA                | 7. září 1995       | 4          | 43 dní, 7 hodin a 2 minuty                              |
| 332 | Kent Rominger                   | USA                | 20. října 1995     | 5          | 67 dní, 2 hodiny a 55 minut                             |
| 333 | Michael López-Alegría           | USA                | 20. října 1995     | 6          | 296 dní, 16 hodin a 15 minut                            |
| 334 | Catherine Colemanová            | USA                | 20. října 1995     | 3          | 180 dní a 4 hodiny                                      |
| 335 | Albert Sacco                    | USA                | 20. října 1995     | 1          | 15 dní, 21 hodin a 52 minut                             |
| 336 | Fred Leslie                     | USA                | 20. října 1995     | 1          | 15 dní, 21 hodin a 52 minut                             |
| 337 | Christopher Hadfield            | Kanada             | 12. listopadu 1995 | 3          | 165 dní, 16 hodin a 19 minut                            |
| 338 | Brent Jett                      | USA                | 11. ledna 1996     | 4          | 41 dní a 18 hodin                                       |
| 339 | Daniel Barry                    | USA                | 11. ledna 1996     | 3          | 30 dní, 14 hodin a 27 minut                             |
| 340 | Winston Scott                   | USA                | 11. ledna 1996     | 2          | 24 dní, 14 hodin a 35 minut                             |
| 341 | Kóiči Wakata                    | Japonsko           | 11. ledna 1996     | 5          | 504 dní, 18 hodin a 33 minut                            |
| 342 | Jurij Onufrijenko               | Rusko              | 21. února 1996     | 2          | 389 dní, 14 hodin a 46 minut                            |
| 343 | Scott Horowitz                  | USA                | 22. února 1996     | 4          | 47 dní, 10 hodin a 39 minut                             |
| 344 | Maurizio Cheli                  | Itálie             | 22. února 1996     | 1          | 15 dní, 17 hodin a 40 minut                             |
| 345 | Umberto Guidoni                 | Itálie             | 22. února 1996     | 2          | 27 dní, 15 hodin a 10 minut                             |
| 346 | Andrew Thomas                   | USA                | 19. května 1996    | 4          | 177 dní, 9 hodin a 13 minut                             |
| 347 | Richard Linnehan                | USA                | 20. června 1996    | 4          | 59 dní, 11 hodin a 59 minut                             |
| 348 | Charles Brady †                 | USA                | 20. června 1996    | 1          | 16 dní, 21 hodin a 48 minut                             |
| 349 | Jean-Jacques Favier †           | Francie            | 20. června 1996    | 1          | 16 dní, 21 hodin a 48 minut                             |
| 350 | Robert Thirsk                   | Kanada             | 20. června 1996    | 2          | 204 dní, 18 hodin a 29 minut                            |
| 351 | Valerij Korzun                  | Rusko              | 17. srpna 1996     | 2          | 381 dní, 15 hodin a 40 minut                            |
| 352 | Claudie Haigneréová             | Francie            | 17. srpna 1996     | 2          | 25 dní, 14 hodin a 24 minut                             |
| 353 | Alexandr Lazutkin               | Rusko              | 10. února 1997     | 1          | 184 dní, 22 hodin a 8 minut                             |
| 354 | Reinhold Ewald                  | Německo            | 10. února 1997     | 1          | 19 dní, 16 hodin a 35 minut                             |
| 355 | Susan Still-Kilrainová          | USA                | 4. dubna 1997      | 2          | 19 dní, 15 hodin a 58 minut                             |
| 356 | Roger Crouch                    | USA                | 4. dubna 1997      | 2          | 19 dní, 15 hodin a 58 minut                             |
| 357 | Gregory Linteris                | USA                | 4. dubna 1997      | 2          | 19 dní, 15 hodin a 58 minut                             |
| 358 | Carlos Noriega                  | USA                | 15. května 1997    | 2          | 20 dní, 1 hodina a 17 minut                             |
| 359 | Edward Lu                       | USA                | 15. května 1997    | 3          | 205 dní, 23 hodin a 17 minut                            |
| 360 | Pavel Vinogradov                | Rusko              | 5. srpna 1997      | 3          | 546 dní, 22 hodin a 33 minut                            |
| 361 | Robert Curbeam                  | USA                | 7. srpna 1997      | 3          | 37 dní, 14 hodin a 31 minut                             |
| 362 | Stephen Robinson                | USA                | 7. srpna 1997      | 4          | 48 dní, 9 hodin a 49 minut                              |
| 363 | Bjarni Tryggvason †             | Kanada             | 7. srpna 1997      | 1          | 11 dní, 20 hodin a 27 minut                             |
| 364 | Michael Bloomfield              | USA                | 26. září 1997      | 3          | 32 dní, 11 hodin a 1 minuta                             |
| 365 | Steven Lindsey                  | USA                | 19. listopadu 1997 | 5          | 62 dní, 22 hodin a 34 minut                             |
| 366 | Kalpana Chawlaová †             | USA                | 19. listopadu 1997 | 2          | 31 dní, 14 hodin a 54 minut                             |
| 367 | Takao Doi                       | Japonsko           | 19. listopadu 1997 | 2          | 31 dní, 10 hodin a 45 minut                             |
| 368 | Leonid Kadeňuk †                | Ukrajina           | 19. listopadu 1997 | 1          | 15 dní, 16 hodin a 34 minut                             |
| 369 | Joe Edwards                     | USA                | 23. ledna 1998     | 1          | 8 dní, 19 hodin a 47 minut                              |
| 370 | Michael Anderson †              | USA                | 23. ledna 1998     | 2          | 24 dní, 18 hodin a 7 minut                              |
| 371 | James Reilly                    | USA                | 23. ledna 1998     | 3          | 35 dní, 10 hodin a 34 minut                             |
| 372 | Saližan Šaripov                 | Rusko              | 23. ledna 1998     | 2          | 201 dní, 14 hodin a 48 minut                            |
| 373 | Léopold Eyharts                 | Francie            | 29. ledna 1998     | 2          | 68 dní, 22 hodin a 31 minut                             |
| 374 | Scott Altman                    | USA                | 17. dubna 1998     | 4          | 51 dní, 12 hodin a 48 minut                             |
| 375 | Dafydd Williams                 | Kanada             | 17. dubna 1998     | 2          | 28 dní, 15 hodin a 46 minut                             |
| 376 | Kathryn Hireová                 | USA                | 17. dubna 1998     | 2          | 29 dní, 15 hodin a 56 minut                             |
| 377 | Jay Buckey                      | USA                | 17. dubna 1998     | 1          | 15 dní, 21 hodin a 50 minut                             |
| 378 | James Pawelczyk                 | USA                | 17. dubna 1998     | 1          | 15 dní, 21 hodin a 50 minut                             |
| 379 | Dominic Gorie                   | USA                | 2. června 1998     | 4          | 48 dní, 15 hodin a 19 minut                             |
| 380 | Janet Kavandiová                | USA                | 2. června 1998     | 3          | 33 dní, 20 hodin a 7 minut                              |
| 381 | Gennadij Padalka                | Rusko              | 13. srpna 1998     | 5          | 878 dní, 11 hodin a 30 minut                            |
| 382 | Jurij Baturin                   | Rusko              | 13. srpna 1998     | 2          | 19 dní, 17 hodin a 44 minut                             |
| 383 | Pedro Duque                     | Španělsko          | 29. října 1998     | 2          | 18 dní, 18 hodin a 46 minut                             |
| 384 | Frederick Sturckow              | USA                | 4. prosince 1998   | 4          | 51 dní, 9 hodin a 37 minut                              |
| 385 | Ivan Bella                      | Slovensko          | 20. února 1999     | 1          | 7 dní, 21 hodin a 56 minut                              |
| 386 | Richard Husband †               | USA                | 27. května 1999    | 2          | 25 dní, 17 hodin a 33 minut                             |
| 387 | Julie Payetteová                | Kanada             | 27. května 1999    | 2          | 25 dní, 11 hodin a 58 minut                             |
| 388 | Valerij Tokarev                 | Rusko              | 27. května 1999    | 2          | 199 dní, 15 hodin a 5 minut                             |
| 389 | Jeffrey Ashby                   | USA                | 23. července 1999  | 3          | 27 dní, 16 hodin a 18 minut                             |
| 390 | Scott Kelly                     | USA                | 20. prosince 1999  | 4          | 520 dní, 10 hodin a 33 minut                            |
| 391 | Gerhard Thiele                  | Německo            | 11. února 2000     | 1          | 11 dní, 5 hodin a 38 minut                              |
| 392 | Sergej Zaljotin                 | Rusko              | 4. dubna 2000      | 2          | 83 dní, 16 hodin a 35 minut                             |
| 393 | Jeffrey Williams                | USA                | 19. května 2000    | 4          | 534 dní, 2 hodiny a 50 minut                            |
| 394 | Daniel Burbank                  | USA                | 8. září 2000       | 3          | 188 dní, 21 hodin a 50 minut                            |
| 395 | Richard Mastracchio             | USA                | 8. září 2000       | 4          | 227 dní, 13 hodin a 38 minut                            |
| 396 | Boris Morukov †                 | Rusko              | 8. září 2000       | 1          | 11 dní, 19 hodin a 11 minut                             |
| 397 | Pamela Melroyová                | USA                | 11. října 2000     | 3          | 38 dní, 20 hodin a 4 minuty                             |
| 398 | Mark Polansky                   | USA                | 7. února 2001      | 3          | 41 dní, 10 hodin a 49 minut                             |
| 399 | James Kelly                     | USA                | 8. března 2001     | 2          | 26 dní, 17 hodin a 22 minut                             |
| 400 | Paul Richards                   | USA                | 8. března 2001     | 1          | 12 dní, 19 hodin a 50 minut                             |
| 401 | John Phillips                   | USA                | 19. dubna 2001     | 3          | 203 dní, 17 hodin a 23 minut                            |
| 402 | Jurij Lončakov                  | Rusko              | 19. dubna 2001     | 3          | 200 dní, 18 hodin a 38 minut                            |
| 403 | Dennis Tito                     | USA                | 28. dubna 2001     | 1          | 7 dní, 22 hodin a 4 minuty                              |
| 404 | Charles Hobaugh                 | USA                | 12. července 2001  | 3          | 36 dní, 7 hodin a 47 minut                              |
| 405 | Patrick Forrester               | USA                | 10. srpna 2001     | 3          | 39 dní, 14 hodin a 19 minut                             |
| 406 | Michail Ťurin                   | Rusko              | 10. srpna 2001     | 3          | 532 dní, 2 hodiny a 52 minut                            |
| 407 | Konstantin Kozejev              | Rusko              | 21. října 2001     | 1          | 9 dní a 20 hodin                                        |
| 408 | Mark Kelly                      | USA                | 5. prosince 2001   | 4          | 54 dní, 2 hodiny a 4 minuty                             |
| 409 | Daniel Tani                     | USA                | 5. prosince 2001   | 2          | 131 dní, 18 hodin a 5 minut                             |
| 410 | Duane Carey                     | USA                | 1. března 2002     | 1          | 10 dní, 22 hodin a 10 minut                             |
| 411 | Michael Massimino               | USA                | 1. března 2002     | 2          | 23 dní, 19 hodin a 47 minut                             |
| 412 | Stephen Frick                   | USA                | 8. dubna 2002      | 2          | 23 dní, 14 hodin a 5 minut                              |
| 413 | Rex Walheim                     | USA                | 8. dubna 2002      | 3          | 36 dní, 8 hodin a 33 minut                              |
| 414 | Lee Morin                       | USA                | 8. dubna 2002      | 1          | 10 dní, 19 hodin a 43 minut                             |
| 415 | Roberto Vittori                 | Itálie             | 25. dubna 2002     | 3          | 35 dní, 12 hodin a 23 minut                             |
| 416 | Mark Shuttleworth               | Jižní Afrika       | 25. dubna 2002     | 1          | 9 dní, 21 hodin a 24 minut                              |
| 417 | Paul Lockhart                   | USA                | 5. června 2002     | 2          | 27 dní, 15 hodin a 22 minut                             |
| 418 | Philippe Perrin                 | Francie            | 5. června 2002     | 1          | 13 dní, 20 hodin a 35 minut                             |
| 419 | Peggy Whitsonová                | USA                | 5. června 2002     | 5          | 695 dní, 6 hodin a 48 minut                             |
| 420 | Sergej Treščov                  | Rusko              | 5. června 2002     | 1          | 184 dní, 22 hodin a 14 minut                            |
| 421 | Sandra Magnusová                | USA                | 7. října 2002      | 3          | 157 dní, 8 hodin a 44 minut                             |
| 422 | Piers Sellers †                 | USA                | 7. října 2002      | 3          | 35 dní, 9 hodin a 3 minuty                              |
| 423 | Fjodor Jurčichin                | Rusko              | 7. října 2002      | 5          | 672 dní, 20 hodin a 40 minut                            |
| 424 | Frank De Winne                  | Belgie             | 30. října 2002     | 2          | 198 dní, 17 hodin a 34 minut                            |
| 425 | John Herrington                 | USA                | 24. listopadu 2002 | 1          | 13 dní, 18 hodin a 47 minut                             |
| 426 | Donald Pettit                   | USA                | 24. listopadu 2002 | 4          | 590 dní, 1 hodina a 40 minut                            |
| 427 | William McCool †                | USA                | 16. ledna 2003     | 1          | 15 dní, 22 hodin a 20 minut                             |
| 428 | David Brown †                   | USA                | 16. ledna 2003     | 1          | 15 dní, 22 hodin a 20 minut                             |
| 429 | Laurel Clarková †               | USA                | 16. ledna 2003     | 1          | 15 dní, 22 hodin a 20 minut                             |
| 430 | Ilan Ramon †                    | Izrael             | 16. ledna 2003     | 1          | 15 dní, 22 hodin a 20 minut                             |
| 431 | Jang Li-wej                     | Čína               | 15. října 2003     | 1          | 21 hodin a 23 minut                                     |
| 432 | Michael Fincke                  | USA                | 19. dubna 2004     | 4          | 381 dní, 15 hodin a 10 minut + Probíhající let: 9 dní   |
| 433 | André Kuipers                   | Nizozemsko         | 19. dubna 2004     | 2          | 203 dní, 15 hodin a 51 minut                            |
| 434 | Jurij Šargin                    | Rusko              | 14. října 2004     | 1          | 9 dní, 21 hodin a 30 minut                              |
| 435 | Sóiči Noguči                    | Japonsko           | 26. července 2005  | 3          | 344 dní, 9 hodin a 34 minut                             |
| 436 | Charles Camarda                 | USA                | 26. července 2005  | 1          | 13 dní, 21 hodin a 32 minut                             |
| 437 | Gregory Olsen                   | USA                | 1. října 2005      | 1          | 9 dní, 21 hodin a 14 minut                              |
| 438 | Fej Ťün-lung                    | Čína               | 12. října 2005     | 2          | 191 dní, 2 hodiny a 58 minut                            |
| 439 | Nie Chaj-šeng                   | Čína               | 12. října 2005     | 3          | 111 dní, 14 hodin a 14 minut                            |
| 440 | Marcos Pontes                   | Brazílie           | 30. března 2006    | 1          | 9 dní, 21 hodin a 17 minut                              |
| 441 | Michael Fossum                  | USA                | 4. července 2006   | 3          | 193 dní, 19 hodin a 3 minuty                            |
| 442 | Lisa Nowaková                   | USA                | 4. července 2006   | 1          | 12 dní, 18 hodin a 37 minut                             |
| 443 | Stephanie Wilsonová             | USA                | 4. července 2006   | 3          | 42 dní, 23 hodin a 47 minut                             |
| 444 | Christopher Ferguson            | USA                | 9. září 2006       | 3          | 40 dní, 10 hodin a 5 minut                              |
| 445 | Heidemarie Stefanyshyn-Piperová | USA                | 9. září 2006       | 2          | 27 dní, 15 hodin a 37 minut                             |
| 446 | Anúše Ansáríová                 | USA                | 18. září 2006      | 1          | 10 dní, 21 hodin a 5 minut                              |
| 447 | William Oefelein                | USA                | 10. prosince 2006  | 1          | 12 dní, 20 hodin a 44 minut                             |
| 448 | Christer Fuglesang              | Švédsko            | 10. prosince 2006  | 2          | 26 dní, 17 hodin a 38 minut                             |
| 449 | Joan Higginbothamová            | USA                | 10. prosince 2006  | 1          | 12 dní, 20 hodin a 44 minut                             |
| 450 | Nicholas Patrick                | USA                | 10. prosince 2006  | 2          | 26 dní, 14 hodin a 50 minut                             |
| 451 | Sunita Williamsová              | USA                | 10. prosince 2006  | 3          | 608 dní a 20 minut                                      |
| 452 | Oleg Kotov                      | Rusko              | 7. dubna 2007      | 3          | 526 dní, 5 hodin a 3 minuty                             |
| 453 | Charles Simonyi                 | USA                | 7. dubna 2007      | 2          | 26 dní, 14 hodin a 27 minut                             |
| 454 | Lee Archambault                 | USA                | 8. června 2007     | 2          | 26 dní, 15 hodin a 42 minut                             |
| 455 | Steven Swanson                  | USA                | 8. června 2007     | 3          | 195 dní, 20 hodin a 48 minut                            |
| 456 | John Olivas                     | USA                | 8. června 2007     | 2          | 27 dní, 17 hodin a 6 minut                              |
| 457 | Clayton Anderson                | USA                | 8. června 2007     | 2          | 166 dní, 21 hodin a 10 minut                            |
| 458 | Tracy Caldwellová Dysonová      | USA                | 8. srpna 2007      | 3          | 372 dní, 18 hodin a 37 minut                            |
| 459 | Barbara Morganová               | USA                | 8. srpna 2007      | 1          | 12 dní, 17 hodin a 56 minut                             |
| 460 | Benjamin Drew                   | USA                | 8. srpna 2007      | 2          | 25 dní a 13 hodin                                       |
| 461 | Sheikh Shukor                   | Malajsie           | 10. října 2007     | 1          | 10 dní, 21 hodin a 13 minut                             |
| 462 | George Zamka                    | USA                | 23. října 2007     | 2          | 28 dní, 20 hodin a 29 minut                             |
| 463 | Douglas Wheelock                | USA                | 23. října 2007     | 2          | 178 dní, 9 hodin a 34 minut                             |
| 464 | Paolo Nespoli                   | Itálie             | 23. října 2007     | 3          | 313 dní, 2 hodiny a 38 minut                            |
| 465 | Alan Poindexter †               | USA                | 7. února 2008      | 2          | 27 dní, 21 hodin a 9 minut                              |
| 466 | Leland Melvin                   | USA                | 7. února 2008      | 2          | 23 dní, 13 hodin a 38 minut                             |
| 467 | Stanley Love                    | USA                | 7. února 2008      | 1          | 12 dní, 18 hodin a 22 minut                             |
| 468 | Gregory H. Johnson              | USA                | 11. března 2008    | 2          | 31 dní, 11 hodin a 49 minut                             |
| 469 | Robert Behnken                  | USA                | 11. března 2008    | 3          | 93 dní, 11 hodin a 42 minut                             |
| 470 | Michael Foreman                 | USA                | 11. března 2008    | 2          | 26 dní, 13 hodin a 27 minut                             |
| 471 | Garrett Reisman                 | USA                | 11. března 2008    | 2          | 107 dní, 2 hodiny a 15 minut                            |
| 472 | Sergej Volkov                   | Rusko              | 8. dubna 2008      | 3          | 547 dní, 22 hodin a 22 minut                            |
| 473 | Oleg Kononěnko                  | Rusko              | 8. dubna 2008      | 5          | 1110 dní, 14 hodin a 58 minut                           |
| 474 | I So-jon                        | Jižní Korea        | 8. dubna 2008      | 1          | 10 dní, 21 hodin a 11 minut                             |
| 475 | Kenneth Ham                     | USA                | 31. května 2008    | 2          | 25 dní, 12 hodin a 41 minut                             |
| 476 | Karen Nybergová                 | USA                | 31. května 2008    | 2          | 180 dní a 31 minut                                      |
| 477 | Ronald Garan                    | USA                | 31. května 2008    | 2          | 177 dní, 23 hodin a 54 minut                            |
| 478 | Akihiko Hošide                  | Japonsko           | 31. května 2008    | 3          | 340 dní, 11 hodin a 10 minut                            |
| 479 | Gregory Chamitoff               | USA                | 31. května 2008    | 2          | 198 dní, 18 hodin a 1 minuta                            |
| 480 | Čaj Č’-kang                     | Čína               | 25. září 2008      | 2          | 185 dní, 6 hodin a 1 minuta                             |
| 481 | Liou Po-ming                    | Čína               | 25. září 2008      | 2          | 95 dní a 40 minut                                       |
| 482 | Ťing Chaj-pcheng                | Čína               | 25. září 2008      | 4          | 201 dní, 17 hodin a 02 minut                            |
| 483 | Richard Garriott                | USA                | 12. října 2008     | 1          | 11 dní, 20 hodin a 36 minut                             |
| 484 | Eric Boe                        | USA                | 15. listopadu 2008 | 2          | 28 dní, 15 hodin a 34 minut                             |
| 485 | Stephen Bowen                   | USA                | 1. listopadu 2008  | 4          | 226 dní, 8 hodin a 45 minut                             |
| 486 | Robert Kimbrough                | USA                | 15. listopadu 2008 | 3          | 388 dní, 17 hodin a 29 minut                            |
| 487 | Dominic Antonelli               | USA                | 15. března 2009    | 2          | 24 dní, 13 hodin a 58 minut                             |
| 488 | Joseph Acabá                    | USA                | 15. března 2009    | 3          | 306 dní a 35 minut                                      |
| 489 | Richard Arnold                  | USA                | 15. března 2009    | 2          | 209 dní, 13 hodin a 30 minut                            |
| 490 | Michael Barratt                 | USA                | 26. března 2009    | 3          | 446 dní, 15 hodin a 22 minut                            |
| 491 | Gregory C. Johnson              | USA                | 11. května 2009    | 1          | 12 dní, 21 hodin a 37 minut                             |
| 492 | Michael Good                    | USA                | 11. května 2009    | 2          | 24 dní, 16 hodin a 5 minut                              |
| 493 | Katherine McArthurová           | USA                | 11. května 2009    | 2          | 212 dní, 15 hodin a 21 minut                            |
| 494 | Andrew Feustel                  | USA                | 11. května 2009    | 3          | 225 dní, 9 hodin a 15 minut                             |
| 495 | Roman Romaněnko                 | Rusko              | 27. května 2009    | 2          | 333 dní, 10 hodin a 59 minut                            |
| 496 | Douglas Hurley                  | USA                | 15. července 2009  | 3          | 92 dní, 10 hodin a 38 minut                             |
| 497 | Christopher Cassidy             | USA                | 15. července 2009  | 3          | 377 dní, 17 hodin a 49 minut                            |
| 498 | Thomas Marshburn                | USA                | 15. července 2009  | 3          | 337 dní, 9 hodin a 42 minut                             |
| 499 | Timothy Kopra                   | USA                | 15. července 2009  | 2          | 244 dní, 1 hodina a 2 minuty                            |
| 500 | Kevin Ford                      | USA                | 29. srpna 2009     | 2          | 157 dní, 13 hodin a 9 minut                             |
| 501 | José Moreno Hernández           | USA                | 29. srpna 2009     | 1          | 13 dní, 20 hodin a 54 minut                             |
| 502 | Nicole Stottová                 | USA                | 29. srpna 2009     | 2          | 103 dní, 5 hodin a 49 minut                             |
| 503 | Maxim Surajev                   | Rusko              | 30. září 2009      | 2          | 334 dní, 12 hodin a 11 minut                            |
| 504 | Guy Laliberté                   | Kanada             | 30. září 2009      | 1          | 10 dní, 21 hodin a 17 minut                             |
| 505 | Barry Wilmore                   | USA                | 16. listopadu 2009 | 3          | 464 dní, 8 hodin a 3 minuty                             |
| 506 | Randolph Bresnik                | USA                | 16. listopadu 2009 | 2          | 149 dní, 12 hodin a 13 minut                            |
| 507 | Robert Satcher                  | USA                | 14. října 2009     | 1          | 10 dní, 19 hodin a 16 minut                             |
| 508 | Timothy Creamer                 | USA                | 20. prosince 2009  | 1          | 163 dní, 5 hodin a 33 minut                             |
| 509 | Terry Virts                     | USA                | 8. února 2010      | 2          | 213 dní, 10 hodin a 49 minut                            |
| 510 | Alexandr Skvorcov mladší        | Rusko              | 2. dubna 2010      | 3          | 545 dní, 23 hodin a 8 minut                             |
| 511 | Michail Kornijenko              | Rusko              | 2. dubna 2010      | 2          | 516 dní, 10 hodin a 1 minuta                            |
| 512 | James Dutton                    | USA                | 5. dubna 2010      | 1          | 15 dní, 2 hodin a 47 minut                              |
| 513 | Dorothy Metcalf-Lindenburgerová | USA                | 5. dubna 2010      | 1          | 15 dní, 2 hodiny a 47 minut                             |
| 514 | Naoko Jamazakiová               | Japonsko           | 5. dubna 2010      | 1          | 15 dní, 2 hodiny a 47 minut                             |
| 515 | Shannon Walkerová               | USA                | 15. června 2010    | 2          | 330 dní, 13 hodin a 40 minut                            |
| 516 | Oleg Skripočka                  | Rusko              | 7. října 2010      | 3          | 536 dní, 3 hodiny a 49 minut                            |
| 517 | Dmitrij Kondraťjev              | Rusko              | 15. prosince 2010  | 1          | 159 dní, 7 hodin a 18 minut                             |
| 518 | Alexandr Samokuťajev            | Rusko              | 4. dubna 2011      | 2          | 331 dní, 11 hodin a 23 minut                            |
| 519 | Andrej Borisenko                | Rusko              | 4. dubna 2011      | 2          | 337 dní, 8 hodin a 56 minut                             |
| 520 | Satoši Furukawa                 | Japonsko           | 7. června 2011     | 2          | 366 dní, 8 hodin a 33 minut                             |
| 521 | Anton Škaplerov                 | Rusko              | 14. listopadu 2011 | 4          | 709 dní, 8 hodin a 7 minut                              |
| 522 | Anatolij Ivanišin               | Rusko              | 14. listopadu 2011 | 3          | 476 dní, 4 hodiny a 44 minut                            |
| 523 | Sergej Revin                    | Rusko              | 15. května 2012    | 1          | 124 dní, 23 hodin a 51 minut                            |
| 524 | Liou Wang                       | Čína               | 16. června 2012    | 1          | 12 dní, 15 hodin a 25 minut                             |
| 525 | Liou Jang                       | Čína               | 16. června 2012    | 2          | 195 dní a 50 minut                                      |
| 526 | Oleg Novickij                   | Rusko              | 23. října 2012     | 4          | 545 dní, 1 hodina a 39 minut                            |
| 527 | Jevgenij Tarelkin               | Rusko              | 23. října 2012     | 1          | 143 dní, 16 hodin a 15 minut                            |
| 528 | Alexandr Misurkin               | Rusko              | 28. března 2013    | 3          | 346 dní, 7 hodin a 4 minuty                             |
| 529 | Luca Parmitano                  | Itálie             | 28. května 2013    | 2          | 366 dní, 23 hodin a 2 minuty                            |
| 530 | Čang Siao-kuang                 | Čína               | 11. června 2013    | 1          | 14 dní, 14 hodin a 29 minut                             |
| 531 | Wang Ja-pching                  | Čína               | 11. června 2013    | 2          | 197 dní, 0 hodin a 2 minuty                             |
| 532 | Sergej Rjazanskij               | Rusko              | 25. září 2013      | 2          | 304 dní, 23 hodin a 22 minut                            |
| 533 | Michael Hopkins                 | USA                | 25. září 2013      | 2          | 333 dní, 12 hodin a 54 minut                            |
| 534 | Oleg Artěmjev                   | Rusko              | 25. března 2014    | 3          | 560 dní, 18 hodin a 8 minut                             |
| 535 | Gregory Wiseman                 | USA                | 28. května 2014    | 1          | 165 dní, 8 hodin a 1 minuta                             |
| 536 | Alexander Gerst                 | Německo            | 28. května 2014    | 2          | 362 dní, 1 hodina a 50 minut                            |
| 537 | Jelena Serovová                 | Rusko              | 25. září 2014      | 1          | 167 dní, 5 hodin a 42 minut                             |
| 538 | Samantha Cristoforettiová       | Itálie             | 23. listopadu 2014 | 2          | 370 dní, 5 hodin a 45 minut                             |
| 539 | Kimija Jui                      | Japonsko           | 22. července 2015  | 2          | 141 dní, 16 hodin a 10 minut + Probíhající let: 9 dní   |
| 540 | Kjell Lindgren                  | USA                | 22. července 2015  | 2          | 312 dní, 5 hodin a 12 minut                             |
| 541 | Andreas Mogensen                | Dánsko             | 2. září 2015       | 2          | 208 dní, 22 hodin a 33 minut                            |
| 542 | Ajdyn Aimbetov                  | Kazachstán         | 2. září 2015       | 1          | 9 dní, 20 hodin a 13 minut                              |
| 543 | Timothy Peake                   | Spojené království | 15. prosince 2015  | 1          | 185 dní, 22 hodin a 12 minut                            |
| 544 | Alexej Ovčinin                  | Rusko              | 18. března 2016    | 3          | 595 dní, 4 hodiny a 29 minut                            |
| 545 | Takuja Óniši                    | Japonsko           | 7. července 2016   | 2          | 262 dní, 18 hodin a 52 minut                            |
| 546 | Kathleen Rubinsová              | USA                | 7. července 2016   | 2          | 300 dní, 1 hodina a 33 minut                            |
| 547 | Čchen Tung                      | Čína               | 16. října 2016     | 3          | 214 dní, 15 hodin a 54 minut + Probíhající let: 108 dní |
| 548 | Sergej Ryžikov                  | Rusko              | 19. října 2016     | 2          | 358 dní, 2 hodiny a 25 minut + Probíhající let: 124 dní |
| 549 | Thomas Pesquet                  | Francie            | 17. listopadu 2016 | 2          | 396 dní, 11 hodin a 34 minut                            |
| 550 | Jack Fischer                    | USA                | 20. dubna 2017     | 1          | 135 dní, 18 hodin a 8 minut                             |
| 551 | Mark Vande Hei                  | USA                | 13. září 2017      | 2          | 523 dní, 9 hodin a 0 minut                              |
| 552 | Norišige Kanai                  | Japonsko           | 17. prosince 2017  | 1          | 168 dní, 5 hodin a 19 minut                             |
| 553 | Scott Tingle                    | USA                | 17. prosince 2017  | 1          | 168 dní, 5 hodin a 19 minut                             |
| 554 | Sergej Prokopjev                | Rusko              | 6. června 2018     | 2          | 567 dní, 15 hodin a 11 minut                            |
| 555 | Serena Auñónová                 | USA                | 6. června 2018     | 1          | 196 dní, 17 hodin a 49 minut                            |
| 556 | David Saint-Jacques             | Kanada             | 3. prosince 2018   | 1          | 203 dní, 15 hodin a 16 minut                            |
| 557 | Anne McClainová                 | USA                | 3. prosince 2018   | 2          | 351 dní, 7 hodin a 45 minut                             |
| 558 | Nick Hague                      | USA                | 14. března 2019    | 2          | 373 dní, 20 hodin a 25 minut                            |
| 559 | Christina Kochová               | USA                | 14. března 2019    | 1          | 328 dní, 13 hodin a 59 minut                            |
| 560 | Andrew Morgan                   | USA                | 20. července 2019  | 1          | 271 dní, 12 hodin a 48 minut                            |
| 561 | Jessica Meirová                 | USA                | 25. září 2019      | 1          | 204 dní, 15 hodin a 19 minut                            |
| 562 | Hazzá al-Mansúrí                | SAE                | 25. září 2019      | 1          | 7 dní, 21 hodin a 2 minuty                              |
| 563 | Ivan Vagner                     | Rusko              | 9. dubna 2020      | 2          | 416 dní, 3 hodiny a 46 minut                            |
| 564 | Sergej Kuď-Sverčkov             | Rusko              | 14. října 2020     | 1          | 184 dní, 23 hodin a 10 minut                            |
| 565 | Victor Glover                   | USA                | 16. listopadu 2020 | 1          | 167 dní, 6 hodin a 29 minut                             |
| 566 | Pjotr Dubrov                    | Rusko              | 9. dubna 2021      | 1          | 355 dní, 3 hodiny a 46 minut                            |
| 567 | Tchang Chung-po                 | Čína               | 17. června 2021    | 2          | 279 dní, 10 hodin a 44 minut                            |
| 568 | Jared Isaacman                  | USA                | 16. září 2021      | 2          | 7 dní, 21 hodin a 17 minut                              |
| 569 | Sian Proctorová                 | USA                | 16. září 2021      | 1          | 2 dny, 23 hodin a 4 minuty                              |
| 570 | Hayley Arceneauxová             | USA                | 16. září 2021      | 1          | 2 dny, 23 hodin a 4 minuty                              |
| 571 | Christopher Sembroski           | USA                | 16. září 2021      | 1          | 2 dny, 23 hodin a 4 minuty                              |
| 572 | Klim Šipenko                    | Rusko              | 5. října 2021      | 1          | 11 dní, 19 hodin a 40 minut                             |
| 573 | Julija Peresildová              | Rusko              | 5. října 2021      | 1          | 11 dní, 19 hodin a 40 minut                             |
| 574 | Jie Kuang-fu                    | Čína               | 15. října 2021     | 2          | 374 dní, 13 hodin a 58 minut                            |
| 575 | Raja Chari                      | USA                | 11. listopadu 2021 | 1          | 176 dní, 2 hodiny a 39 minut                            |
| 576 | Matthias Maurer                 | Německo            | 11. listopadu 2021 | 1          | 176 dní, 2 hodiny a 39 minut                            |
| 577 | Kayla Barronová                 | USA                | 11. listopadu 2021 | 1          | 176 dní, 2 hodiny a 39 minut                            |
| 578 | Jusaku Maezawa                  | Japonsko           | 8. prosince 2021   | 1          | 11 dní, 19 hodin a 35 minut                             |
| 579 | Jozo Hirano                     | Japonsko           | 8. prosince 2021   | 1          | 11 dní, 19 hodin a 35 minut                             |
| 580 | Denis Matvějev                  | Rusko              | 18. března 2022    | 1          | 194 dní, 19 hodin a 2 minuty                            |
| 581 | Sergej Korsakov                 | Rusko              | 18. března 2022    | 1          | 194 dní, 19 hodin a 2 minuty                            |
| 582 | Larry Connor                    | USA                | 8. dubna 2022      | 1          | 17 dní, 1 hodina a 49 minut                             |
| 583 | Ejtan Stibbe                    | Izrael             | 8. dubna 2022      | 1          | 17 dní, 1 hodina a 49 minut                             |
| 584 | Mark Pathy                      | Kanada             | 8. dubna 2022      | 1          | 17 dní, 1 hodina a 49 minut                             |
| 585 | Robert Hines                    | USA                | 27. dubna 2022     | 1          | 170 dní, 13 hodin a 2 minuty                            |
| 586 | Jessica Watkinsová              | USA                | 27. dubna 2022     | 1          | 170 dní, 13 hodin a 2 minuty                            |
| 587 | Cchaj Sü-če                     | Čína               | 5. června 2022     | 2          | 364 dní, 18 hodin a 6 minut                             |
| 588 | Dmitrij Petělin                 | Rusko              | 21. září 2022      | 1          | 370 dní, 21 hodin a 22 minut                            |
| 589 | Francisco Rubio                 | USA                | 21. září 2022      | 1          | 370 dní, 21 hodin a 22 minut                            |
| 590 | Nicole Mannová                  | USA                | 5. října 2022      | 1          | 157 dní, 10 hodin a 1 minuta                            |
| 591 | Josh Cassada                    | USA                | 5. října 2022      | 1          | 157 dní, 10 hodin a 1 minuta                            |
| 592 | Anna Kikinová                   | Rusko              | 5. října 2022      | 1          | 157 dní, 10 hodin a 1 minuta                            |
| 593 | Teng Čching-ming                | Čína               | 29. listopadu 2022 | 1          | 186 dní, 7 hodin a 25 minut                             |
| 594 | Čang Lu                         | Čína               | 29. listopadu 2022 | 1          | 186 dní, 7 hodin a 25 minut                             |
| 595 | Warren Hoburg                   | USA                | 2. března 2023     | 1          | 185 dní, 22 hodin a 43 minut                            |
| 596 | Sultán an-Nejádí                | SAE                | 2. března 2023     | 1          | 185 dní, 22 hodin a 43 minut                            |
| 597 | Andrej Feďajev                  | Rusko              | 2. března 2023     | 1          | 185 dní, 22 hodin a 43 minut                            |
| 598 | John Shoffner                   | USA                | 21. května 2023    | 1          | 9 dní, 5 hodin a 27 minut                               |
| 599 | Alí al-Qarní                    | Saúdská Arábie     | 21. května 2023    | 1          | 9 dní, 5 hodin a 27 minut                               |
| 600 | Rajjána Barnáwíová              | Saúdská Arábie     | 21. května 2023    | 1          | 9 dní, 5 hodin a 27 minut                               |
| 601 | Ču Jang-ču                      | Čína               | 30. května 2023    | 1          | 153 dní, 22 hodin a 40 minut                            |
| 602 | Kuej Chaj-čchao                 | Čína               | 30. května 2023    | 1          | 153 dní, 22 hodin a 40 minut                            |
| 603 | Jasmin Moghbeliová              | USA                | 26. srpna 2023     | 1          | 199 dní, 2 hodiny a 20 minut                            |
| 604 | Konstantin Borisov              | Rusko              | 26. srpna 2023     | 1          | 199 dní, 2 hodiny a 20 minut                            |
| 605 | Nikolaj Čub                     | Rusko              | 15. září 2023      | 1          | 373 dní, 20 hodin a 14 minut                            |
| 606 | Loral O'Harová                  | USA                | 15. září 2023      | 1          | 203 dní, 15 hodin a 33 minut                            |
| 607 | Tchang Šeng-ťie                 | Čína               | 26. října 2023     | 1          | 187 dní, 6 hodin a 32 minut                             |
| 608 | Ťiang Sin-lin                   | Čína               | 26. října 2023     | 1          | 187 dní, 6 hodin a 32 minut                             |
| 609 | Walter Villadei                 | Itálie             | 18. ledna 2024     | 1          | 21 dní, 15 hodin a 41 minut                             |
| 610 | Alper Gezeravci                 | Turecko            | 18. ledna 2024     | 1          | 21 dní, 15 hodin a 41 minut                             |
| 611 | Marcus Wandt                    | Švédsko            | 18. ledna 2024     | 1          | 21 dní, 15 hodin a 41 minut                             |
| 612 | Matthew Dominick                | USA                | 4. března 2024     | 1          | 235 dní, 3 hodiny a 35 minut                            |
| 613 | Jeanette Eppsová                | USA                | 4. března 2024     | 1          | 235 dní, 3 hodiny a 35 minut                            |
| 614 | Alexandr Grebjonkin             | Rusko              | 4. března 2024     | 1          | 235 dní, 3 hodiny a 35 minut                            |
| 615 | Maryna Vasileuská               | Bělorusko          | 23. března 2024    | 1          | 13 dní, 18 hodin a 41 minut                             |
| 616 | Li Cchung                       | Čína               | 25. dubna 2024     | 1          | 192 dní, 4 hodiny a 25 minut                            |
| 617 | Li Kuang-su                     | Čína               | 25. dubna 2024     | 1          | 192 dní, 4 hodiny a 25 minut                            |
| 618 | Scott Poteet                    | USA                | 10. září 2024      | 1          | 4 dny, 22 hodin a 13 minut                              |
| 619 | Sarah Gillisová                 | USA                | 10. září 2024      | 1          | 4 dny, 22 hodin a 13 minut                              |
| 620 | Anna Menonová                   | USA                | 10. září 2024      | 1          | 4 dny, 22 hodin a 13 minut                              |
| 621 | Alexandr Gorbunov               | Rusko              | 28. září 2024      | 1          | 171 dní, 4 hodiny a 40 minut                            |
| 622 | Sung Ling-tung                  | Čína               | 29. října 2024     | 1          | 182 dní, 8 hodin a 41 minut                             |
| 623 | Wang Chao-ce                    | Čína               | 29. října 2024     | 1          | 182 dní, 8 hodin a 41 minut                             |
| 624 | Nichole Ayersová                | USA                | 14. března 2025    | 1          | 147 dní, 16 hodin a 29 minut                            |
| 625 | Kirill Peskov                   | Rusko              | 14. března 2025    | 1          | 147 dní, 16 hodin a 29 minut                            |
| 626 | Čchun Wang                      | Malta              | 1. dubna 2025      | 1          | 3 dny, 14 hodin a 33 minut                              |
| 627 | Jannicke Mikkelsenová           | Norsko             | 1. dubna 2025      | 1          | 3 dny, 14 hodin a 33 minut                              |
| 628 | Rabea Roggeová                  | Německo            | 1. dubna 2025      | 1          | 3 dny, 14 hodin a 33 minut                              |
| 629 | Eric Philips                    | Austrálie          | 1. dubna 2025      | 1          | 3 dny, 14 hodin a 33 minut                              |
| 630 | Alexej Zubrickij                | Rusko              | 8. dubna 2025      | 1          | Probíhající let: 124 dní                                |
| 631 | Jonathan Kim                    | USA                | 8. dubna 2025      | 1          | Probíhající let: 124 dní                                |
| 632 | Čchen Čung-žuej                 | Čína               | 24. dubna 2025     | 1          | Probíhající let: 108 dní                                |
| 633 | Wang Ťie                        | Čína               | 24. dubna 2025     | 1          | Probíhající let: 108 dní                                |
| 634 | Šubanšu Šukla                   | Indie              | 25. června 2025    | 1          | 20 dní, 3 hodiny a 0 minut                              |
| 635 | Sławosz Uznański-Wiśniewski     | Polsko             | 25. června 2025    | 1          | 20 dní, 3 hodiny a 0 minut                              |
| 636 | Tibor Kapu                      | Maďarsko           | 25. června 2025    | 1          | 20 dní, 3 hodiny a 0 minut                              |
| 637 | Zena Cardmanová                 | USA                | 1. srpna 2025      | 1          | Probíhající let: 9 dní                                  |
| 638 | Olegj Platonov                  | Rusko              | 1. srpna 2025      | 1          | Probíhající let: 9 dní                                  |

## Suborbitální lety
Suborbitální lety jsou takové kosmické lety, při nichž dojde k překonání hranice vesmíru (100 km), ale nikoli k dosažení zemského orbitu (cca 150 km). Většinou jsou prováděny po balistické křivce.
| Jméno           | Země | Datum letu        | Počet letů | Maximální výška (km) | Loď            | Poznámky                                                  |
| --------------- | ---- | ----------------- | ---------- | -------------------- | -------------- | --------------------------------------------------------- |
| Alan Shepard    | USA  | 5. května 1961    | 1          | 186                  | Freedom 7      | Druhý let člověka za hranici vesmíru.                     |
| Virgil Grissom  | USA  | 21. července 1961 | 1          | 190                  | Liberty Bell 7 | Třetí let člověka za hranici vesmíru.                     |
| Joseph Walker   | USA  | 19. července 1963 | 2          | 108                  | X-15           | Let na experimentálním raketovém letounu.                 |
| Joseph Walker   | USA  | 22. srpna 1963    | 2          | 108                  | X-15           | Let na experimentálním raketovém letounu.                 |
| Vasilij Lazarev | SSSR | 5. dubna 1975     | 1          | 192                  | Sojuz 18a      | Plánováno připojení ke stanici Saljut 4. Nezdařený start. |
| Oleg Makarov    | SSSR | 5. dubna 1975     | 1          | 192                  | Sojuz 18a      | Plánováno připojení ke stanici Saljut 4. Nezdařený start. |
| Mike Melville   | USA  | 21. června 2004   | 2          | 103                  | SpaceShipOne   | Soukromá společnost                                       |
| Mike Melville   | USA  | 29. září 2004     | 2          | 103                  | SpaceShipOne   | Soukromá společnost                                       |
| Brian Binnie    | USA  | 4. října 2004     | 1          | 112                  | SpaceShipOne   | Soukromá společnost                                       |